# お笑いバイアスロン
『お笑いバイアスロン』（おわらいバイアスロン）は、琉球朝日放送が制作、放送していた特別番組、お笑いコンテストである。

## 概要
琉球朝日放送主催。「沖縄お笑いNo1.」を決めるイベントとして2013年8月31日に初開催。以後毎年開催していた。審査員は全国区で活動する放送作家などが務めていた。
2024年6月12日、開催の休止が発表された。

### 参加資格
- プロ、アマ、所属会社・事務所、芸歴、一切問わず。
- ピン、ユニット、どちらでも参加可能。[2]

### お笑いバイアスロン 2013 大会規程
- エントリーフィー - 無料
- 賞金 - 総額 50万円　優勝者30万円　準優勝者15万円　3位5万円　を予定
- 競技方法 - 一回戦・準決勝・決勝
- ネタ披露時間 - いずれも3分以内
- 審査基準 - コントと漫才、2ネタの総合力にて審査
- 一回戦 - コント、漫才のどちらかを任意で選択。得意なジャンルを選択可能(ネタ時間3分以内)
- 準決勝 - 一回戦で選択しなかったジャンルを必ず披露(ネタ時間3分以内)
- 決勝戦 - 一回戦・準決勝で行ったネタを披露すること

| コントに関する規定 | 音源           | 持込みのみ可(CD/MDに限る)要オペレーター。 CDはCDプレイヤーで再生可能なものに限る。 |
| コントに関する規定 | 小道具・衣装   | 持ち込みのみ可。 小道具のセッティングは出演者、もしくは同伴者が必ず行う。          |
| コントに関する規定 | 貸出セット     | 長テーブル(×2) パイプ椅子(×2) 丸イス(×2) ホワイトボード(×1) イーゼル(×2)           |
| コントに関する規定 | その他のルール | セッティング・撤収が各1分以内で完了しなければならない。                            |
| コントに関する規定 | その他のルール | 舞台が汚れる、濡れるなど進行に支障が出る小道具禁止(液体・粉・火気)                 |

| 決勝戦ルール         | 準決勝を勝ち抜いた7組(予定)が進出。 1組につきコント・漫才の順に2ネタを披露。 各ネタとも審査員5人による500点、合計1,000点満点で競う。                           |
| 映像・写真使用の承諾 | お笑いバイアスロンにて収録された映像・音声収録物及び写真については、琉球朝日放送に著作権が帰し、 TV放映されるほか、ネット配信、DVD化など一切の二次利用を行う。 |
| その他               | 出演料、大会参加にかかる交通費などは 一切支給されない。 |

### スケジュール
- 準決勝 8月7日(水)　開催会場・琉球朝日放送 4F
- 決勝戦 8月31日(土) に生放送。開催会場・沖縄タイムス3Fタイムスホール

### バイアスロン決勝戦審査員
- 伊藤正宏
- 内村宏幸 (2014年から)
- 鮫肌文殊
- 高須光聖
- 中野俊成

#### 過去の審査員
- そーたに (2013年のみ)

## 歴代優勝者
| 年     | 優勝者               | 所属事務所                                       |
| ------ | -------------------- | ------------------------------------------------ |
| 2013年 | こきざみインディアン | オリジンコーポレーション                         |
| 2014年 | リップサービス       | オリジンコーポレーション                         |
| 2015年 | リップサービス       | オリジンコーポレーション                         |
| 2016年 | リップサービス       | オリジンコーポレーション                         |
| 2017年 | リップサービス       | オリジンコーポレーション                         |
| 2018年 | ありんくりん         | よしもとエンタテインメント沖縄                   |
| 2019年 | 初恋クロマニヨン     | よしもとエンタテインメント沖縄                   |
| 2020年 | プロパン7            | エンターサポート                                 |
| 2021年 | 初恋クロマニヨン     | よしもとエンタテインメント沖縄                   |
| 2022年 | 初恋クロマニヨン     | よしもとエンタテインメント沖縄                   |
| 2023年 | 松竹梅               | よしもとエンタテインメント沖縄・エンターサポート |

## 第1回（2013年）
- 2013年に公式サイトにて開催を告知。
- 一回戦は7月21日(日)～23日(火) にかけて琉球朝日放送4Fにて開催。準決勝進出者25組が選出された。

### 予選
| 1  | ありんくりん         | YOEC             |
| 2  | インパクト           | 一般             |
| 3  | ウーマクーボーイズ   | FEC              |
| 4  | 浦添ウインドゥ       | 沖縄よしもと     |
| 5  | オーシャン           | YOEC             |
| 6  | ガジラー             | 沖縄よしもと     |
| 7  | きゃんでぃしょっぷ   | 沖縄よしもと     |
| 8  | ぐるくんず           | エンターサポート |
| 9  | こきざみインディアン | オリジン         |
| 10 | ココリッチ           | オリジン         |
| 11 | さんぴんクルー       | 沖縄よしもと     |
| 12 | しんとすけ           | オリジン         |
| 13 | スズカーサーキット   | オリジン         |
| 14 | 知念                 | ホリプロコム     |
| 15 | 飛び出せ！マーメイド | 沖縄よしもと     |
| 16 | ドラゴンエマニエル   | FEC              |
| 17 | ノーブレーキ         | オリジン         |
| 18 | パーラナイサーラナイ | FEC              |
| 19 | 初恋クロマニヨン     | 沖縄よしもと     |
| 20 | ハンサム             | FEC              |
| 21 | ピーチキャッスル     | 沖縄よしもと     |
| 22 | ベンビー             | オリジン         |
| 23 | まねリーマン三上     | オリジン         |
| 24 | メガネロック大屋     | FEC              |
| 25 | リップサービス       | オリジン         |

### 本選
- 決勝戦は8月31日(土)にタイムスホールにて開催されライブ中継が行われた。
- 司会を草柳悟堂と糸数美樹、リポーターを中川栞が務めた。
- 本選会場では中継前にパーラナイサーラナイ・ココリッチ・浦添ウインドゥの三組による漫才が披露された。

|                      |        | 鮫肌文殊 | 中野俊成 | そーたに | 伊藤正宏 | 高須光聖 | 合計 | 総得点 |
| -------------------- | ------ | -------- | -------- | -------- | -------- | -------- | ---- | ------ |
| こきざみインディアン | コント | 92       | 85       | 90       | 92       | 90       | 449  | 897    |
| こきざみインディアン | 漫才   | 95       | 84       | 90       | 94       | 85       | 448  | 897    |
| リップサービス       | コント | 90       | 85       | 84       | 88       | 90       | 437  | 878    |
| リップサービス       | 漫才   | 93       | 84       | 84       | 93       | 87       | 441  | 878    |
| しんとすけ           | コント | 85       | 86       | 85       | 93       | 84       | 433  | 872    |
| しんとすけ           | 漫才   | 88       | 87       | 86       | 91       | 87       | 439  | 872    |
| ベンビー             | コント | 93       | 84       | 86       | 95       | 89       | 447  | 870    |
| ベンビー             | 漫才   | 87       | 83       | 84       | 88       | 81       | 423  | 870    |
| ドラゴンエマニエル   | コント | 88       | 83       | 85       | 91       | 87       | 434  | 865    |
| ドラゴンエマニエル   | 漫才   | 90       | 85       | 85       | 86       | 85       | 431  | 865    |
| 初恋クロマニヨン     | コント | 90       | 84       | 83       | 89       | 83       | 429  | 863    |
| 初恋クロマニヨン     | 漫才   | 90       | 86       | 85       | 87       | 86       | 434  | 863    |
| ありんくりん         | コント | 95       | 82       | 86       | 88       | 86       | 437  | 861    |
| ありんくりん         | 漫才   | 92       | 83       | 80       | 86       | 83       | 424  | 861    |
| ハンサム             | コント | 86       | 83       | 83       | 90       | 86       | 428  | 847    |
| ハンサム             | 漫才   | 85       | 83       | 82       | 85       | 84       | 419  | 847    |

## 第2回（2014年）
- 一回戦は7月21日(日)～23日(火) にかけて琉球朝日放送4Fにて開催。準決勝進出者23組が選出された。
- スケジュールの関係上FECからの出場が無かったため新鮮な顔ぶれとなった。

### 予選
| 1  | ありんくりん           | 沖縄よしもと     |
| 2  | オーシャン             | 沖縄よしもと     |
| 3  | ガジラー               | 沖縄よしもと     |
| 4  | キノコ症候群           |                  |
| 5  | 空馬良樹               | 沖縄よしもと     |
| 6  | ココリッチ             | オリジン         |
| 7  | 魁バーバリアン         | 沖縄よしもと     |
| 8  | しんとすけ             | オリジン         |
| 9  | じゅん選手             | オリジン         |
| 10 | スズカーサーキット     | オリジン         |
| 11 | すっとこどっこい       | オリジン         |
| 12 | トゥンジャーパンジャー |                  |
| 13 | 飛び出せ！マーメイド   | 沖縄よしもと     |
| 14 | ノーブレーキ           | オリジン         |
| 15 | 初恋クロマニヨン       | 沖縄よしもと     |
| 16 | ピーチキャッスル       | 沖縄よしもと     |
| 17 | プロパン7              | エンターサポート |
| 18 | ベンビー               | オリジン         |
| 19 | まなる!                |                  |
| 20 | ミート坊主             |                  |
| 21 | ミッシェルTV           |                  |
| 22 | リップサービス         | オリジン         |
| 23 | わに先生               | オリジン         |